# Муханов, Николай Алексеевич
Никола́й Алексе́евич Муха́нов (9 [21] июня 1802, Москва — 20 апреля 1871, Санкт-Петербург) — русский государственный деятель, действительный тайный советник из рода Мухановых. Первый в истории обладатель придворного чина обер-форшнейдера.

## Биография
Родился в семье действительного тайного советника Алексея Ильича Муханова (1753—1832) и княжны Варварой Николаевной Трубецкой (1766—1813); крестник императрицы Марии Фёдоровны (вдовы императора Павла I). Получил домашнее воспитание. Сдав экзамен в Главном штабе Е. И. В., 20 сентября 1819 года был зачислен подпрапорщиком в лейб-гвардии Измайловский полк. 20.10.1820 переведён корнетом в Оренбургский уланский полк, 17 апреля 1823 года — в лейб-гвардии Гусарский полк.
С 12.8.1823 по 1830 год — адъютант санкт-петербургского генерал-губернатора генерал-адъютанта П. В. Голенищева-Кутузова. 14 декабря 1825 года, в день восстания декабристов, находился при императоре Николае I и при войсках гвардейского корпуса, получил признательность императора.
28 января 1826 года произведён в поручики, 6 декабря 1829 — в штабс-ротмистры. В Санкт-Петербурге и Москве был близок со многими видными литераторами: А. С. Грибоедовым, А. С. Пушкиным, П. А. Вяземским, Д. В. Давыдовым, Е. А. Баратынским, К. Ф. Рылеевым, Д. В. Веневитиновым, А. С. Хомяковым и другими, за границей познакомился с Н. В. Гоголем.
5 апреля 1830 года по болезни уволен от военной службы с переименованием в коллежские асессоры и пожалованием в камергеры Двора Его Императорского Величества. Будучи в отпуске в Москве, присутствовал в Московской медицинской конторе, контролируя исполнение предписаний министра внутренних дел о высылке лекарств в очаги холеры, за «отлично усердную» службу 30.11.1831 пожалован в надворные советники. В июле 1832 года командирован в Астраханскую губернию. 23.12.1832 пожалован в коллежские советники. С 2.4.1833 — обер-прокурор в 7-м департаменте, с 12.10.1838 — в 8-м департаменте Правительствующего cената. 17.1.1841 по состоянию здоровья уволен от службы.
23.11.1841 возобновил службу, сохранив звание камергера. 20 декабря назначен членом консультации при Министерстве юстиции. С 31 марта 1843 ревизовал «судебные места» Волынской губернии. 25.7.1843 года пожалован в статские советники (ст. со 2 декабря 1842), 1 января 1845 — в действительные статские советники. С 1845 года занимался обзором действий временного присутствия Герольдии. В 1848 году вышел в отставку.
С 31 января 1854 года — почётный опекун Московского опекунского совета; 9 февраля 1854 подтверждено звание камергера Двора Е. И. В.. С 3 мая 1854 — управляющий Ссудной казной, с 20 сентября 1854 — член совета Московского Елизаветинского училища.
С 8 мая 1856 состоял членом комиссии построения храма во имя Христа Спасителя в Москве; произведён в тайные советники (26 августа 1856) и в обер-форшнейдеры Двора Е. И. В. (30 августа 1856). Исполнял обязанности, соответствующие чину обер-форшнейдера, на торжественных церемониях, связанных с коронацией Александра II.
С 15 ноября 1857 года состоял членом совета Патриотического института и Петербургского Елизаветинского училища; с 1.2.1858 управлял Николаевским сиротским институтом и Александровским сиротским домом. Одновременно с 17 апреля 1858 по 28 июня 1861 года — товарищ министра народного просвещения, с октября 1858 — сенатор. В 1859 году входил (совместно с гр. А. В. Адлербергом и А. Е. Тимашевым) в Комитет по делам книгопечатания, признанный негласно воздействовать на печать и литературу, сообразуясь с «видами правительства». С 18 января 1860 — член Главного управления цензуры, с 15.2.1861 — член совета Воспитательного общества благородных девиц, С.-Петербургского Александровского училища и училища ордена Св. Екатерины в С.-Петербурге.
С 30 августа 1861 по 1866 год — товарищ министра иностранных дел, с 23 октября 1866 — член Государственного совета. 28 октября 1866 года был произведен за отличие в действительные тайные советники и вследствие этого, согласно положению высочайшего указа от 30 августа 1856 года, вошёл в число первых чинов двора как обер-форшнейдер, имеющий чин 2-го класса. С 6 мая 1867 состоял также действительным членом Императорского человеколюбивого общества.
Содействовал организации Румянцевского музея как товарищ министра народного просвещения и позднее — как товарищ министра иностранных дел. В 1862 передал музею две картины И. К. Айвазовского. По воспоминаниям князя А. Мещерского, Муханов «принадлежал к той плеяде всесторонне образованных и умных людей, которыми отличалось тогда московское общество».
Скончался от разрыва сердца в Санкт-Петербурге 20 апреля 1871, похоронен в своём имении с. Успенском (Муханове) Александровского уезда Владимирской губернии.
В 1877 году Екатерина и Прасковья Мухановы, выполняя волю братьев Николая и Владимира (1805—1866), при посредничестве Н. В. Исакова передали в Румянцевский музей 33 картины западноевропейских художников.
Женат не был. В общем владении с братом Владимиром имел в Харьковской губернии 23 тыс. десятин земли.

## Награды
- убавление одного года из 25-летнего срока на выслугу военного ордена Св. Великомученика и Победоносца Георгия (именной высочайший указ от 28.3.1826) — «за примерный порядок, усердие и точность в исполнении Высочайших повелений»
- орден Св. Владимира 4-й степени (13.12.1828)
- Монаршее благоволение (30.12.1831) — за отличное усердие, оказанное к прекращению холеры в С.-Петербурге
- орден Св. Станислава 1-й степени (1.7.1855) — за особые труды по управлению Ссудной казной
- орден Св. Анны 1-й степени (30.8.1858)
- орден Св. Владимира 2-й степени (30.8.1860)
- орден Белого Орла (17.4.1862)
- орден Св. Александра Невского (23.4.1864)